# Rodrigo de Jerez

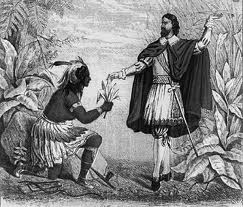
Rodrigo de Jerez

Rodrigo de Jerez was een Spaans zeeman uit de stad Ayamonte die in 1492 meevoer op de Santa María, op de eerste reis van Columbus over de Atlantische Oceaan naar Amerika. Hij keerde terug naar Europa in de Niña. Jerez geldt als de eerste Europese roker. 
In september van 1492 maakt de bemanning op San Salvador voor het eerst kennis met tabak. De inboorlingen boden hen klaarblijkelijk waardevolle gedroogde bladeren die een vreemde geur afgeven aan. De bladeren werden weggegooid.
In november van 1492 zagen Jerez en Luis de Torres het daadwerkelijke roken voor het eerst. Ze waren op zoek naar de Keizer van China in Cuba. Ze zagen hoe de inboorlingen rollen uit palm- en maïsbladeren maakten met tabak erin. Een uiteinde werd aangestoken, waarna de rook uit de andere kant “gedronken” kon worden.
Jerez nam de gewoonte over en introduceerde het roken in Ayamonte. De rook die voortdurend uit zijn mond en neusgaten stroomde jaagde zijn buren angst aan. De Spaanse Inquisitie zette hem gevangen voor zijn “zondige en helse gewoonten”. Na zeven jaar werd hij vrijgelaten. 